# L'occhio del male
L'occhio del male (Thinner) è un romanzo horror scritto da Stephen King con lo pseudonimo di Richard Bachman.
Come spesso si nota nelle prime edizioni italiane dei romanzi di Bachman (considerati pura letteratura horror e quindi fatti uscire in collane specializzate, come ad esempio Urania della Arnoldo Mondadori Editore) il titolo italiano è diverso rispetto all'originale, maggiormente icastico (Thinner, letteralmente "più magro", è la semplice parola con cui Taduz Lemke dà il via alla vicenda).

## Trama
William "Billy" Halleck è un uomo obeso e noto avvocato in una tranquilla città i cui abitanti però indossano una maschera di cordialità per celare la loro ipocrisia. Il protagonista non fa eccezione finché un giorno, mentre sta guidando la macchina, sua moglie Heidi decide di masturbarlo. In quel momento passa una zingara per la strada e William, tra l'eccitazione e per essersi accorto all'ultimo momento della vecchia, non riesce a evitarla. La cosa potrebbe causare un problema per la carriera dell'avvocato, ma il capitano di polizia e il giudice che si occupa del caso sono suoi amici: in pratica fanno insabbiare il caso e William viene ritenuto non colpevole. Tuttavia, all'uscita del tribunale un vecchio zingaro dal volto deturpato dal cancro tocca William mormorando Dimagra.
William comincia a perdere peso. Nelle prime settimane non sospetta nulla, credendo si tratti degli effetti di una dieta che sta seguendo, ma in seguito si accorge che il suo corpo sta dimagrendo da solo. Nonostante si faccia visitare dal medico e si sottometta a un regime alimentare ipercalorico, continua a perdere di peso tanto che il suo corpo comincia a deperire. Infine viene a sapere che il giudice e il poliziotto hanno subito una sorte simile: il primo pare essere diventato un uomo-lucertola, mentre il poliziotto si ritrova il volto divorato da uno strano morbo. Quest'ultimo informa William che è stato lo zingaro: probabilmente era il marito della vecchia che Halleck ha ucciso, e ha lanciato una maledizione su di loro per vendicarsi.
Halleck viene preso da un turbine di timori ed emozioni violente: se è davvero così, anche sua moglie dovrebbe aver subito la sua stessa sorte, anzi è proprio per causa sua che l'avvocato è finito in quella situazione. Nonostante metta davanti a lei i fatti, Heidi vede le cose solo come coincidenze e non intende assumersi responsabilità. Esasperato da quella situazione, Halleck decide d'ingaggiare un investigatore privato e, dopo un lungo viaggio e dopo aver perso altro peso, tanto da apparire scheletrico, riesce a trovare Taduz Lemke, il vecchio gitano. Taduz gli spiega che la vecchia uccisa da Halleck non era sua moglie, ma sua figlia (il gitano ha 130 anni, la zingara morta ne aveva 70) e che la morte di lei era stata l'ultima goccia che aveva fatto traboccare il vaso dopo una vita passata tra l'umiliazione e la sopraffazione della "gente perbene", che li ha scacciati dopo essersi approfittata di loro; dopodiché spiega chiaro e tondo che non intende rimuovere la maledizione ad Halleck e lo fa cacciare via dal campo.
Disperato, Halleck decide di contattare Richard Ginelli, un italo-americano malavitoso che trova Halleck una persona simpatica. Questi va a trovare l'amico e, nonostante la sorpresa per le condizioni critiche in cui si trova, crede alla sua storia e decide di occuparsi di infliggere allo zingaro "la maledizione dell'uomo di città": avvelena i cani dei gitani usati per il combattimento clandestino, assale il campo con raffiche di mitraglia e arriva a rapire la figlia più giovane di Taduz e minacciare di gettare dell'acido contro i bambini. Infine, Halleck ottiene un incontro con il vecchio gitano. Questi gli regala una torta che in realtà è la fonte della maledizione: se viene mangiata da qualcuno, questi assorbirà e subirà la stessa maledizione liberando Halleck. L'avvocato decide di tornare a casa e, per vendicarsi, lascia la torta come regalo per la moglie. Purtroppo, la torta viene mangiata anche da Linda, la figlia di Halleck. Nelle ultime pagine si legge che quest'ultimo, oramai rassegnato, mangia una fetta della torta.

## Personaggi
- William "Billy" Halleck: tipico esponente WASP, avvocato, è costretto a rivedere molte convinzioni preconcette della sua esperienza.
- Heidi Halleck: tipica moglie devota e innamorata, è tratteggiata da pennellate di subdola stupidità.
- Linda Halleck: adolescente placida, i traumi del romanzo la porteranno bruscamente sulle rive della maturità, tanto da farla rassomigliare in limine a Olivia di Uscita per l'inferno.
- Micheal Houston: medico cocainomane nonché raffinato novelliere, è l'unica vera figura "comica" del libro.
- Richard Ginelli: scafato criminale dotato di un raro senso di gratitudine, si pone come l'efficace e passionale antieroe del romanzo.
- Taduz Lemke: "the very dark side of the book", non agisce per un senso borghese della vendetta, quanto per un ancestrale e ineluttabile "senso della giustizia". Più che servirsi del Male, ne sembra un fedele esecutore.

## Edizioni
- Stephen King, L'occhio del male, traduzione di Franco Brera, Fabbri-Bompiani-Sonzogno, 1986,  p. 280, SBN RLZ0136754.